# Stylobat

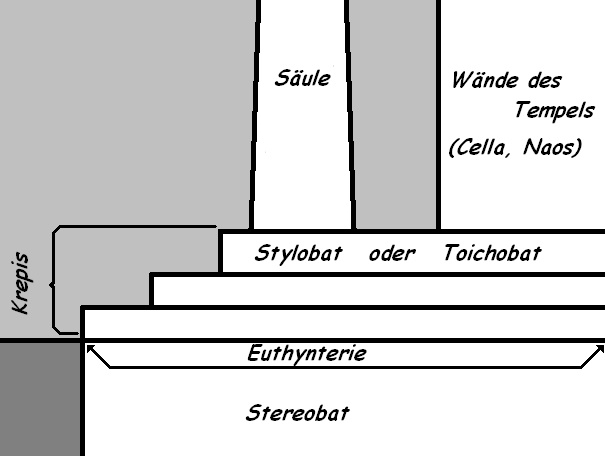
Der Unterbau des griechischen Tempels

Der Stylobat oder Stylobates (altgriechisch στυλοβάτης, von στῦλος stylos „Säule“  und βατός batos „gangbar, besteigbar“ [selbst Ableitung von βαίνω baino „schreiten, gehen“]) ist die oberste Stufe der Krepis, des Stufenunterbaus griechischer Tempel.
Der Stylobat wird oft dadurch besonders betont, dass er höher ist als die unteren Stufen der Krepis. Auf dem Stylobat stehen die Säulen des Tempels. Wandtragende Teile der obersten Stufe der Krepis werden hingegen als Toichobat bezeichnet.
Um dem Tempel ein harmonischeres Aussehen zu verleihen, ist der Stylobat oft nicht horizontal eben ausgeführt, sondern zur Gebäudemitte hin von allen Seiten kommend leicht nach oben gewölbt. Diese optische Verfeinerung wird als Kurvatur bezeichnet. Die Kurvatur ist so gering, dass sie nicht bewusst wahrgenommen werden kann, nimmt aber gemeinsam mit anderen optischen Verfeinerungen wie z. B. der Entasis der Säulen und der Inklination von Säulen und Cellawänden dem Bauwerk seine kühle Strenge und soll ihm ein angenehmeres Aussehen verleihen.